# Ana (peuple)
Pour les articles homonymes, voir Ana.
Le peuple Ana, également appelé peuple d'Atakpamé, est un groupe ethnique du Bénin et du Togo. Les Ana sont essentiellement regroupés dans la ville d'Atakpamé, principalement dans les quartiers Gnagna et Djama et pratiquement dans toute la région des plateaux. On les trouve aussi entre Atakpamé et Sokodé et jusqu'à la frontière entre le Togo et le Bénin. Les ethnologues considèrent les Ana comme le sous-groupe le plus occidental des Yoruba. En effet, les Ana remontent à la cité Ife du Nigéria. Leur langue, qui compte environ 210 000 locuteurs, s'appelle également ifè, une langue dérivée du yoruba,,,,.